# 스폰지밥 무비: 핑핑이 구출 대작전
《스폰지밥 무비: 핑핑이 구출 대작전》(영어: The SpongeBob Movie: Sponge on the Run)은 2020년에 공개된 미국의 애니메이션 코미디 영화이다. 원래 전 세계 극장에서 동시 개봉될 예정이었으나 코로나19 범유행의 여파로 인해 극장 개봉은 포기하고 2020년 11월 5일에 넷플릭스에서 독점 스트리밍되었다.

## 줄거리
비키니 시티에서 플랑크톤은 게살버거 비법을 훔칠 새로운 계획을 세우는 한편, 캐런은 스폰지밥이 사실 그의 모든 이전 실패의 원인이지 집게사장이 아니라고 주장한다. 한편, 애틀랜틱 시티에서 이기적인 지배자 포세이돈 왕은 외모를 유지하는 데 필요한 마지막 바다 달팽이의 점액을 모두 써버린다. 포세이돈은 새 달팽이를 구할 것을 명령하고, 플랑크톤은 스폰지밥이 더 이상 자신의 계획을 방해하지 못하도록 스폰지밥의 애완 달팽이 게리를 납치한다. 다음날 아침, 스폰지밥은 뚱이로부터 게리가 애틀랜틱 시티로 끌려갔다는 사실을 알게 된다. 플랑크톤은 자신의 계획의 일환으로 다람이가 만든 로봇인 오토를 내세워 그들을 도시로 데려다주고, 그들이 다시는 돌아오지 않기를 바란다. 스폰지밥이 게살버거를 만들지 않자, 집게리아의 분노한 손님들은 집게사장과 징징이의 노력에도 불구하고 식당을 망가뜨린다.
오토는 스폰지밥과 뚱이를 낡은 서부극 마을로 데려가 그곳에서 세이지라는 이름의 회오리바람 정령을 만난다. 그는 스폰지밥과 뚱이에게 그들이 꿈을 꾸고 있으며, 탐색을 계속하려면 특별한 임무를 완수해야 한다고 밝히고, 그들에게 용기를 주는 "도전 코인"을 준다. 그들은 유령 좀비 해적이 출몰하는 술집에 들어가 악령 "엘 디아블로"로부터 그들의 영혼을 해방시키기로 결정한다. 디아블로는 듀오를 가두지만, 그들에 의해 우연히 소멸되어 해적들의 영혼을 해방시키고 스폰지밥과 뚱이는 오토에 의해 깨어난다.
이제 세이지와 동행하며 스폰지밥은 게리의 점액이 고갈되면 포세이돈이 나머지 이전 달팽이들과 함께 자신을 노예로 만들 것이라는 것을 알게 된다. 애틀랜틱 시티에 도착한 세이지는 두 사람에게 도시의 명소에 현혹되지 말라고 경고하지만, 그들은 그의 경고를 무시한다. 즐거운 밤을 보낸 후, 스폰지밥과 뚱이는 용기를 주었던 "도전 코인"을 잃어버렸다는 것을 알게 되지만, 그럼에도 불구하고 포세이돈의 궁전으로 들어간다. 둘 다 게리를 데려가려다가 체포되어 감옥에 갇힌다.
비키니 시티로 돌아온 플랑크톤은 집게리아에 도착하고, 집게사장은 스폰지밥이 없어 우울함을 느끼며 기꺼이 비법을 플랑크톤에게 넘겨주고, 이로 인해 플랑크톤은 만족감을 느끼지 못한다. 나중에 스폰지밥과 뚱이가 포세이돈 궁전의 호화로운 쇼에서 처형될 것이라는 소식을 듣고, 집게사장, 징징이, 다람이, 그리고 뉘우친 플랑크톤은 그들을 구하기로 결정한다.
감옥에서 세이지는 스폰지밥과 뚱이에게 "도전 코인"은 힘이 없었으며 용기는 그들 자신에게서 나온 것이라고 밝힌다. 스폰지밥과 뚱이가 처형되기 전에 집게사장, 징징이, 플랑크톤, 다람이가 스폰지밥을 변호하기 위해 쇼에 난입한다. 뚱이와 함께 각자는 여름 캠프에서의 스폰지밥과의 경험을 이야기하고, 관객들의 감사를 얻는다. 그 후, 그룹은 포세이돈을 방해하고 게리를 데려가기 위해 뮤지컬 공연을 펼친다. 포세이돈은 방해를 눈치채고 경비병들에게 그룹을 잡으라고 명령한다. 스폰지밥과 친구들은 경비병들로부터 탈출하여 출구로 향하지만, 오토가 그들을 버리고 떠나자 다시 궁지에 몰린다.
포세이돈은 스폰지밥이 게리를 자신에게 맡기면 그룹에 대한 혐의를 취하겠다고 제안한다. 스폰지밥은 친구들이 죽음의 위험을 감수하면서도 자신을 구하기로 결정했다고 주장하며 거절한다. 포세이돈이 친구가 없다는 것을 발견하고 자신의 외모를 위해 점액이 필요하다고 밝히자, 스폰지밥은 그의 친구가 되겠다고 제안한다. 포세이돈은 모든 장치를 제거하고 자신의 본래 모습으로 돌아간다. 모두가 그의 모습을 받아들이고, 포세이돈은 스폰지밥이 게리를 다시 집으로 데려가는 것을 허락한다. 그는 또한 노예로 삼았던 모든 달팽이들을 풀어주어 그들과 함께 비키니 시티로 돌아가게 한다.

## 출연진

### 주연
- 톰 케니 - 스폰지밥 역
- 빌 파거바키 - 뚱이 역
- 로저 범패스 - 징징이 역
- 클랜시 브라운 - 집게사장 역

### 조연
- 키아누 리브스 - 세이지 역
- 아콰피나 - 오토 역
- 스눕 독 - 도박꾼 역
- 로리 앨런 - 진주 역